# Детлев Ґрабс
Детлев Ґрабс  (нім. Detlev Grabs, 29 жовтня 1960) — німецький плавець, олімпійський медаліст.

## Виступи на Олімпіадах
| Олімпіада   | Дисципліна                            | Місце     |
| ----------- | ------------------------------------- | --------- |
| Москва 1980 | плавання на 200 метрів вільним стилем | 2 h5 r1/2 |
| Москва 1980 | плавання на 400 метрів вільним стилем | 2 h4 r1/2 |
| Москва 1980 | естафета 4 × 200 вільним стилем       | 2         |